# Giải thưởng Âm nhạc MTV Châu Âu cho Video hay nhất
MTV Europe Music Award cho Video hay nhất là một hạng mục giải thưởng được trao tại MTV Europe Music Awards. Giải thưởng được trao lần đầu tiên vào năm 1994 với tên Đạo diễn xuất sắc nhất, được trao cho "Hobo Humpin 'Slobo Babe" của Whale. Đây là giải thưởng MTV EMA duy nhất - không bao gồm các giải đặc biệt - mà người chiến thắng được chọn bởi MTV chứ không phải công chúng. "Hey Ya!", "Born This Way" và "Havana" là những video âm nhạc duy nhất cũng giành giải Bài hát hay nhất. Các nghệ sĩ giành được nhiều chiến thắng nhất là Katy Perry, Justice, Massive Attack và Taylor Swift với hai chiến thắng mỗi. Taylor Swift là nghệ sĩ có nhiều đề cử nhất, với sáu. Taylor Swift và Kendrick Lamar là những nghệ sĩ biểu diễn duy nhất đã giành được giải thưởng cho video mà họ đồng đạo diễn: Kendrick Lamar cho "Humble" vào năm 2017 và Taylor Swift cho "ME!" Vào năm 2019.

## Người chiến thắng và đề cử
Người chiến thắng được liệt kê đầu tiên và được tô đậm.
† cho biết một Giải thưởng Video Âm nhạc của MTV cho Video của Năm – video chiến thắng.
‡ cho biết một Giải thưởng Video Âm nhạc của MTV cho Video của Năm - video được đề cử cùng năm đó.

### 1990s
| Năm                               | Nghệ SĨ                     | Bài Hát                   | Đạo Diễn          | Ghi Chú |
| --------------------------------- | --------------------------- | ------------------------- | ----------------- | ------- |
| 1994                              |                             |                           |                   |         |
| Whale                             | "Hobo Humpin' Slobo Babe"   | Mark Pellington           | [ 1 ]             |         |
| Beastie Boys                      | "Sabotage"                  | Spike Jonze ‡             | [ 1 ]             |         |
| Enigma                            | "Return to Innocence"       | Julien Temple             | [ 1 ]             |         |
| MC Solaar                         | "Nouveau Western"           | Stephane Sednaoui         | [ 1 ]             |         |
| U2                                | "Stay (Faraway, So Close!)" | Wim Wenders và Mark Neale | [ 1 ]             |         |
| 1995                              |                             |                           |                   |         |
| Massive Attack                    | "Protection"                | Michel Gondry             | [ 2 ]             |         |
| Weezer                            | "Buddy Holly"               | Spike Jonze ‡             | [ 2 ]             |         |
| Madonna                           | "Human Nature"              | Jean-Baptiste Mondino     | [ 2 ]             |         |
| Michael Jackson and Janet Jackson | "Scream"                    | Mark Romanek ‡            | [ 2 ]             |         |
| Therapy?                          | "Loose"                     | W.I.Z.                    | [ 2 ]             |         |
| 1997                              |                             |                           |                   |         |
| The Prodigy                       | "Breathe"                   | Walter Stern              | [ cần dẫn nguồn ] |         |
| Blur                              | "Song 2"                    | Sophie Muller             | [ cần dẫn nguồn ] |         |
| The Chemical Brothers             | "Block Rockin' Beats"       | Dom and Nic               | [ cần dẫn nguồn ] |         |
| Daft Punk                         | "Around the World"          | Michel Gondry             | [ cần dẫn nguồn ] |         |
| Radiohead                         | "Paranoid Android"          | Magnus Carlsson           | [ cần dẫn nguồn ] |         |
| 1998                              |                             |                           | [ cần dẫn nguồn ] |         |
| Massive Attack                    | "Teardrop"                  | Walter Stern              | [ 3 ]             |         |
| Aphex Twin                        | "Come to Daddy"             | Chris Cunningham          | [ 3 ]             |         |
| Beastie Boys                      | "Intergalactic"             | Nathanial Hornblower      | [ 3 ]             |         |
| Eagle-Eye Cherry                  | "Save Tonight"              | Johan Camitz              | [ 3 ]             |         |
| Garbage                           | "Push It"                   | Andrea Giacobbe           | [ 3 ]             |         |
| 1999                              |                             |                           | [ 3 ]             |         |
| Blur                              | "Coffee & TV"               | Hammer and Tongs          | [ 4 ]             |         |
| Aphex Twin                        | "Windowlicker"              | Chris Cunningham          | [ 4 ]             |         |
| Björk                             | "All Is Full of Love"       | Chris Cunningham          | [ 4 ]             |         |
| Fatboy Slim                       | "Praise You"                | Spike Jonze               | [ 4 ]             |         |
| George Michael with Mary J. Blige | "As"                        | Big TV!                   | [ 4 ]             |         |

### 2000s
| Năm                                          | Nghệ SĨ                            | Bài Hát                             | Đạo Diễn | Ghi Chú |
| -------------------------------------------- | ---------------------------------- | ----------------------------------- | -------- | ------- |
| 2000                                         |                                    |                                     |          |         |
| Moby                                         | "Natural Blues"                    | David LaChapelle                    | [ 5 ]    |         |
| Blink 182                                    | "All the Small Things"             | Marcos Siega ‡                      | [ 5 ]    |         |
| Foo Fighters                                 | "Learn to Fly"                     | Jesse Peretz                        | [ 5 ]    |         |
| Red Hot Chili Peppers                        | "Californication"                  | Jonathan Dayton and Valerie Faris ‡ | [ 5 ]    |         |
| Robbie Williams                              | "Rock DJ"                          | Vaughan Arnell                      | [ 5 ]    |         |
| 2001                                         |                                    |                                     | [ 5 ]    |         |
| The Avalanches                               | "Since I Left You"                 | Blue Source                         | [ 6 ]    |         |
| Fatboy Slim                                  | "Weapon of Choice"                 | Spike Jonze ‡                       | [ 6 ]    |         |
| Gorillaz                                     | "Clint Eastwood"                   | Jamie Hewlett and Pete Candeland    | [ 6 ]    |         |
| Outkast                                      | "Ms. Jackson"                      | F. Gary Gray                        | [ 6 ]    |         |
| Robbie Williams                              | "Supreme"                          | Vaughan Arnell                      | [ 6 ]    |         |
| 2002                                         |                                    |                                     | [ 6 ]    |         |
| Röyksopp                                     | "Remind Me"                        | H5                                  | [ 7 ]    |         |
| Basement Jaxx                                | "Where's Your Head At?"            | Traktor                             | [ 7 ]    |         |
| Eminem                                       | "Without Me"                       | Joseph Kahn †                       | [ 7 ]    |         |
| Primal Scream                                | "Miss Lucifer"                     | Dawn Shadforth                      | [ 7 ]    |         |
| The White Stripes                            | "Fell in Love with a Girl"         | Michel Gondry ‡                     | [ 7 ]    |         |
| 2003                                         |                                    |                                     | [ 7 ]    |         |
| Sigur Rós                                    | "Untitled 1"                       | Floria Sigismondi                   | [ 8 ]    |         |
| Missy Elliott                                | "Work It"                          | Dave Meyers †                       | [ 8 ]    |         |
| Queens of the Stone Age                      | "Go with the Flow"                 | Shynola                             | [ 8 ]    |         |
| U.N.K.L.E.                                   | "Eye for an Eye"                   | Shynola                             | [ 8 ]    |         |
| The White Stripes                            | "Seven Nation Army"                | Alex and Martin                     | [ 8 ]    |         |
| 2004                                         |                                    |                                     | [ 8 ]    |         |
| Outkast                                      | "Hey Ya!"                          | Bryan Barber †                      | [ 9 ]    |         |
| The Cure                                     | "The End of the World"             | Floria Sigismondi                   | [ 9 ]    |         |
| Jay Z                                        | "99 Problems"                      | Mark Romanek ‡                      | [ 9 ]    |         |
| The Streets                                  | "Fit But You Know It"              | Dougal Wilson                       | [ 9 ]    |         |
| The White Stripes                            | "The Hardest Button to Button"     | Michel Gondry                       | [ 9 ]    |         |
| 2005                                         |                                    |                                     | [ 9 ]    |         |
| The Chemical Brothers                        | "Believe"                          | Dom and Nic                         | [ 10 ]   |         |
| Beck                                         | "E-Pro"                            | Shynola                             | [ 10 ]   |         |
| Gorillaz                                     | "Feel Good Inc."                   | Jamie Hewlett và Pete Candeland     | [ 10 ]   |         |
| Rammstein                                    | "Keine Lust"                       | Jörn Heitmann                       | [ 10 ]   |         |
| Gwen Stefani                                 | "What You Waiting For"             | Francis Lawrence                    | [ 10 ]   |         |
| 2006                                         |                                    |                                     | [ 10 ]   |         |
| Justice vs. Simian                           | "We Are Your Friends"              | Rozan and Schmeltz                  | [ 11 ]   |         |
| Gnarls Barkley                               | "Crazy"                            | Robert Hales                        | [ 11 ]   |         |
| OK Go                                        | "A Million Ways"                   | Trish Sie and OK Go                 | [ 11 ]   |         |
| Pink                                         | "Stupid Girls"                     | Dave Meyers                         | [ 11 ]   |         |
| Kanye West                                   | "Touch the Sky"                    | Chris Milk                          | [ 11 ]   |         |
| 2007                                         |                                    |                                     | [ 11 ]   |         |
| Justice                                      | "D.A.N.C.E."                       | Jonas and François ‡                | [ 12 ]   |         |
| Bat for Lashes                               | "What's a Girl to Do?"             | Dougal Wilson                       | [ 12 ]   |         |
| The Chemical Brothers                        | "The Salmon Dance"                 | Dom and Nic                         | [ 12 ]   |         |
| Foo Fighters                                 | "The Pretender"                    | Sam Brown                           | [ 12 ]   |         |
| Justin Timberlake                            | "What Goes Around... Comes Around" | Samuel Bayer ‡                      | [ 12 ]   |         |
| Kanye West                                   | "Stronger"                         | Hype Williams ‡                     | [ 12 ]   |         |
| 2008                                         |                                    |                                     | [ 12 ]   |         |
| Thirty Seconds to Mars                       | "A Beautiful Lie"                  | Angakok Panipaq                     | [ 13 ]   |         |
| Madonna (với Justin Timberlake và Timbaland) | "4 Minutes"                        | Jonas and François                  | [ 13 ]   |         |
| Santogold                                    | "L.E.S. Artistes"                  | Nima Nourizadeh                     | [ 13 ]   |         |
| Snoop Dogg                                   | "Sensual Seduction"                | Melina and Steven Johnson           | [ 13 ]   |         |
| Weezer                                       | "Pork and Beans"                   | Mathew Cullen                       | [ 13 ]   |         |
| 2009                                         |                                    |                                     | [ 13 ]   |         |
| Beyoncé                                      | "Single Ladies (Put a Ring on It)" | Jake Nava †                         | [ 14 ]   |         |
| Eminem                                       | "We Made You"                      | Joseph Kahn ‡                       | [ 14 ]   |         |
| Katy Perry                                   | "Waking Up in Vegas"               | Joseph Kahn                         | [ 14 ]   |         |
| Shakira                                      | "She Wolf"                         | Jake Nava                           | [ 14 ]   |         |
| Britney Spears                               | "Circus"                           | Francis Lawrence                    | [ 14 ]   |         |

### 2010s
| Năm                                                    | Nghệ SĨ                      | Bài Hát                                | Đạo Diễn | Ghi Chú |
| ------------------------------------------------------ | ---------------------------- | -------------------------------------- | -------- | ------- |
| 2010                                                   |                              |                                        |          |         |
| Katy Perry (với Snoop Dogg)                            | "California Gurls"           | Mathew Cullen                          | [ 15 ]   |         |
| Eminem (với Rihanna)                                   | "Love the Way You Lie"       | Joseph Kahn                            | [ 15 ]   |         |
| Lady Gaga (với Beyoncé)                                | "Telephone"                  | Jonas Åkerlund ‡                       | [ 15 ]   |         |
| Plan B                                                 | "Prayin'"                    | Daniel Wolfe                           | [ 15 ]   |         |
| Thirty Seconds to Mars                                 | "Kings and Queens"           | Bartholomew Cubbins ‡                  | [ 15 ]   |         |
| 2011                                                   |                              |                                        | [ 15 ]   |         |
| Lady Gaga                                              | "Born This Way"              | Nick Knight                            | [ 16 ]   |         |
| Adele                                                  | "Rolling in the Deep"        | Sam Brown ‡                            | [ 16 ]   |         |
| Beastie Boys                                           | "Make Some Noise"            | Spike Jonze ‡                          | [ 16 ]   |         |
| Beyoncé                                                | "Run the World (Girls)"      | Francis Lawrence                       | [ 16 ]   |         |
| Justice                                                | "Civilization"               | Romain Gavras                          | [ 16 ]   |         |
| 2012                                                   |                              |                                        | [ 16 ]   |         |
| Psy                                                    | "Gangnam Style"              | Cho Soo-hyun                           | [ 17 ]   |         |
| Katy Perry                                             | "Wide Awake"                 | Tony T. Datis ‡                        | [ 17 ]   |         |
| Lady Gaga                                              | "Marry the Night"            | Lady Gaga                              | [ 17 ]   |         |
| M.I.A.                                                 | "Bad Girls"                  | Romain Gavras ‡                        | [ 17 ]   |         |
| Rihanna (với Calvin Harris)                            | "We Found Love"              | Melina Matsoukas †                     | [ 17 ]   |         |
| 2013                                                   |                              |                                        | [ 17 ]   |         |
| Miley Cyrus                                            | "Wrecking Ball"              | Terry Richardson †                     | [ 18 ]   |         |
| Lady Gaga                                              | "Applause"                   | Inez & Vinoodh                         | [ 18 ]   |         |
| Robin Thicke (với T.I. và Pharrell Williams)           | "Blurred Lines"              | Diane Martel ‡                         | [ 18 ]   |         |
| Thirty Seconds to Mars                                 | "Up in the Air"              | Bartholomew Cubbins                    | [ 18 ]   |         |
| Justin Timberlake                                      | "Mirrors"                    | Floria Sigismondi †                    | [ 18 ]   |         |
| 2014                                                   |                              |                                        | [ 18 ]   |         |
| Katy Perry (với Juicy J)                               | "Dark Horse"                 | Mathew Cullen                          | [ 19 ]   |         |
| Iggy Azalea (với Rita Ora)                             | "Black Widow"                | Director X and Iggy Azalea             | [ 19 ]   |         |
| Kiesza                                                 | "Hideaway"                   | Blayre Ellestad and Kiesza             | [ 19 ]   |         |
| Sia                                                    | "Chandelier"                 | Daniel Askill and Sia ‡                | [ 19 ]   |         |
| Pharrell Williams                                      | "Happy"                      | Yoann Lemoine ‡                        | [ 19 ]   |         |
| 2015                                                   |                              |                                        | [ 19 ]   |         |
| Macklemore & Ryan Lewis                                | "Downtown"                   | Ryan Lewis, Macklemore và Jason Koenig | [ 20 ]   |         |
| Kendrick Lamar                                         | "Alright"                    | Colin Tilley và the Little Homies ‡    | [ 20 ]   |         |
| Sia                                                    | "Elastic Heart"              | Sia and Daniel Askill                  | [ 20 ]   |         |
| Taylor Swift (với Kendrick Lamar)                      | "Bad Blood"                  | Joseph Kahn †                          | [ 20 ]   |         |
| Pharrell Williams                                      | "Freedom"                    | Paul Hunter                            | [ 20 ]   |         |
| 2016                                                   |                              |                                        |          |         |
| The Weeknd (với Daft Punk)                             | "Starboy"                    | Grant Singer                           | [ 21 ]   |         |
| Beyoncé                                                | "Formation"                  | Melina Matsoukas †                     | [ 21 ]   |         |
| Coldplay                                               | "Up & Up"                    | Vania Heymann và Gal Muggia            | [ 21 ]   |         |
| Kanye West                                             | "Famous"                     | Kanye West ‡                           | [ 21 ]   |         |
| Tame Impala                                            | "The Less I Know the Better" | Canada                                 | [ 21 ]   |         |
| 2017                                                   |                              |                                        |          |         |
| Kendrick Lamar                                         | "HUMBLE."                    | Dave Meyers và The Little Homies †     | [ 22 ]   |         |
| Foo Fighters                                           | "Run                         | Dave Grohl                             | [ 22 ]   |         |
| Katy Perry (với Migos)                                 | "Bon Appétit"                | Dent De Cuir                           | [ 22 ]   |         |
| Kyle (với Lil Yachty)                                  | "iSpy"                       | Colin Tilley                           | [ 22 ]   |         |
| Taylor Swift                                           | "Look What You Made Me Do"   | Joseph Kahn                            | [ 22 ]   |         |
| 2018                                                   |                              |                                        |          |         |
| Camila Cabello (với Young Thug)                        | "Havana"                     | Dave Meyers †                          | [ 23 ]   |         |
| Ariana Grande                                          | "No Tears Left to Cry"       | Dave Meyers ‡                          | [ 23 ]   |         |
| Childish Gambino                                       | "This Is America"            | Hiro Murai ‡                           | [ 23 ]   |         |
| Lil Dicky (với Chris Brown)                            | "Freaky Friday"              | Tony Yacenda                           | [ 23 ]   |         |
| The Carters                                            | "APESHIT"                    | Ricky Saiz ‡                           | [ 23 ]   |         |
| 2019                                                   |                              |                                        |          |         |
| Taylor Swift (với Brendon Urie of Panic! at the Disco) | "ME!"                        | Taylor Swift và Dave Meyers            | [ 24 ]   |         |
| Ariana Grande                                          | "thank u, next"              | Hannah Lux Davis ‡                     | [ 24 ]   |         |
| Billie Eilish                                          | "bad guy"                    | Dave Meyers ‡                          | [ 24 ]   |         |
| Lil Nas X (với Billy Ray Cyrus)                        | "Old Town Road (Remix)"      | Calmatic ‡                             | [ 24 ]   |         |
| Rosalía và J Balvin (với El Guincho)                   | "Con altura"                 | Director X                             | [ 24 ]   |         |

### 2020s
| Năm                                        | Nghệ SĨ                          | Bài Hát                     | Đạo Diễn | Ghi Chú |
| ------------------------------------------ | -------------------------------- | --------------------------- | -------- | ------- |
| 2020                                       |                                  |                             |          |         |
| DJ Khaled (feat. Drake)                    | "Popstar"                        | Director X                  | [ 25 ]   |         |
| Billie Eilish                              | "Everything I Wanted"            | Billie Eilish ‡             | [ 25 ]   |         |
| Cardi B (và Megan Thee Stallion)           | "WAP"                            | Colin Tilley                | [ 25 ]   |         |
| Karol G (và Nicki Minaj)                   | "Tusa"                           | Mike Ho                     | [ 25 ]   |         |
| Lady Gaga và Ariana Grande                 | "Rain on Me"                     | Robert Rodriguez ‡          | [ 25 ]   |         |
| Taylor Swift                               | "The Man"                        | Taylor Swift ‡              | [ 25 ]   |         |
| The Weeknd                                 | "Blinding Lights"                | Anton Tammi †               | [ 25 ]   |         |
| 2021                                       |                                  |                             | [ 25 ]   |         |
| Lil Nas X                                  | "Montero (Call Me By Your Name)" | Tanu Muino                  | [ 26 ]   |         |
| Doja Cat (và SZA)                          | "Kiss Me More"                   | Warren Fu                   | [ 26 ]   |         |
| Ed Sheeran                                 | "Bad Habits"                     | Dave Meyers                 | [ 26 ]   |         |
| Justin Bieber (với Daniel Caesar & Giveon) | "Peaches"                        | Colin Tilley                | [ 26 ]   |         |
| Normani (với Cardi B)                      | "Wild Side"                      | Tanu Muino                  | [ 26 ]   |         |
| Taylor Swift                               | "Willow"                         | Taylor Swift                | [ 26 ]   |         |
| 2022                                       |                                  |                             |          |         |
| Taylor Swift                               | All Too Well: The Short Film     | Taylor Swift                | [ 27 ]   |         |
| Blackpink                                  | "Pink Venom"                     | Seo Hyun-Seung              | [ 27 ]   |         |
| Doja Cat                                   | "Woman"                          | Child                       | [ 27 ]   |         |
| Harry Styles                               | "As It Was"                      | Tanu Muino                  | [ 27 ]   |         |
| Kendrick Lamar                             | "The Heart Part 5"               | Dave Free và Kendrick Lamar | [ 27 ]   |         |
| Nicki Minaj                                | "Super Freaky Girl"              | Joseph Kahn                 | [ 27 ]   |         |

## Thống kê
Tính đến năm 2018
| Lượng đề cử tại Châu Âu | Tổng số |
| ----------------------- | ------- |
| 38                      | 89      |